# 時津町
時津町（とぎつちょう）は、長崎県の南部に位置し西彼杵郡に属する町。長崎県で最も面積が小さい自治体。町のキャッチコピーは、「生活都市 とぎつ 〜誰もが住みたくなる町へ〜」である。

## 地理
大村湾の南西岸、西彼杵半島の南東部に位置する。北は大村湾に面し、南部から西部にかけては長崎市、東部は西彼杵郡長与町に接する。
町の西部は長崎市との境界をなす堂風岳 (239m)、鳴鼓岳（なづみだけ、392m）、烏帽子岳 (413m) などが連なる山地だが、東部の元村郷 - 浦郷 - 浜田郷にかけて平野部があり、ここに住宅地・商業用地が広がる。さらに時津港周辺は広く埋立が行われ、おもに工業地に利用されている。長崎市から通勤する人も多い。ただし町内の河川はいずれも規模に乏しく、しばしば水不足に陥る。このため長崎市域の西海川からも取水を行っており、長与川が通る長与町に支援を受けることもある。

### 隣接市町村
- 長崎市
- 西彼杵郡長与町

長与町との関係は深く、中総体は合同で行われる。長与町民は多くの商業施設がある時津町に買い物に行き、時津町民は長与駅の利用や水不足時の支援を受ける。

## 歴史
- 江戸時代は大村藩領で、時津港は彼杵港（現: 東彼杵町）との間に船便があり、長崎街道の近道として交通の要衝だった。この「時津街道」は大名や幕府の役人にも利用され、そのため時津は港町・宿場町として発展した。現在もその名残として「お茶屋」と呼ばれる大名や幕府の役人が宿泊するための屋敷が残る。

### 近現代

#### 昭和
- 1969年（昭和44年） - 新都市計画法により長崎都市計画区域に指定される。

#### 平成
- 1996年（平成8年） - 時津新行政改革大網策定。
- 2001年（平成13年） - 町制施行50周年式典開催。
- 2002年（平成14年）10月 - 西彼中部三町（時津町・長与町・琴海町[注釈 1]）合併協議会が発足。
- 2004年（平成16年）12月 - 長与町が合併協議会離脱を表明したことにより、協議会は解散。3町の平成の大合併は実現しなかった。

- 2011年（平成23年）7月 - パスポート業務が長崎県から時津町に移管。これに伴い、時津町民は時津町役場でパスポートの申請・受け取りができるようになった[1]。

### 行政区域の変遷
- 1871年（明治4年）
  - 旧暦7月14日（8月29日） - 廃藩置県により、大村県の管轄となる。
  - 旧暦11月14日（12月25日） - 第1次府県統合により、長崎県の管轄となる。
- 1878年（明治11年）
  - 10月28日 - 郡区町村編制法の長崎県での施行により、彼杵郡のうち西彼杵半島と周辺島嶼部、長崎半島と周辺島嶼部、および高来郡の一部の区域に行政区画としての西彼杵郡が発足。
- 1889年（明治22年）4月1日 - 町村制施行により、時津村、村松村がそれぞれ単独村制にて発足。
- 1951年（昭和26年）12月1日 - 時津村が町制施行。時津町となる。
- 1959年（昭和34年）1月15日 - 村松村の一部、子々川郷を編入[注釈 2]。
- 1973年（昭和48年）4月1日 - 元村郷および野田郷の一部（横尾地区）が長崎市に編入される。

## 人口
- 1969年（昭和44年）に長崎都市計画区域に指定されたころから人口増・都市化が進み始めた。長崎市のベッドタウンとしての機能もあり、第三次産業が発達しているが、工場の誘致などにより「中小企業の町」としての性格も強くなった。
- 1990年（平成2年）には川平有料道路が開通、さらに国道206号拡幅事業、国道207号の整備が進み、近隣地域への交通の便も向上した。
- 長崎県全体は人口流出が著しい中にあるが、時津町は長与町や大村市とともに人口が増加している数少ない地方自治体である。浜田郷には三菱電機工場、西時津郷には七工区工業地域など工業面でも発達している。

| |                                        |  |
| 時津町と全国の年齢別人口分布（2005年） | 時津町の年齢・男女別人口分布（2005年） |  |
| ■紫色 ― 時津町 ■緑色 ― 日本全国 | ■青色 ― 男性 ■赤色 ― 女性              |  |
| 時津町（に相当する地域）の人口の推移 \| 1970年（昭和45年） \| 11,406人 \| \| \| 1975年（昭和50年） \| 15,818人 \| \| \| 1980年（昭和55年） \| 20,377人 \| \| \| 1985年（昭和60年） \| 23,536人 \| \| \| 1990年（平成2年） \| 25,226人 \| \| \| 1995年（平成7年） \| 26,932人 \| \| \| 2000年（平成12年） \| 28,065人 \| \| \| 2005年（平成17年） \| 29,127人 \| \| \| 2010年（平成22年） \| 30,110人 \| \| \| 2015年（平成27年） \| 29,804人 \| \| \| 2020年（令和2年） \| 29,339人 \| \| |                                        |  |
| 総務省統計局 国勢調査より |                                        |  |
| 1970年（昭和45年） | 11,406人                               |  |
| 1975年（昭和50年） | 15,818人                               |  |
| 1980年（昭和55年） | 20,377人                               |  |
| 1985年（昭和60年） | 23,536人                               |  |
| 1990年（平成2年） | 25,226人                               |  |
| 1995年（平成7年） | 26,932人                               |  |
| 2000年（平成12年） | 28,065人                               |  |
| 2005年（平成17年） | 29,127人                               |  |
| 2010年（平成22年） | 30,110人                               |  |
| 2015年（平成27年） | 29,804人                               |  |
| 2020年（令和2年） | 29,339人                               |  |

## 地区

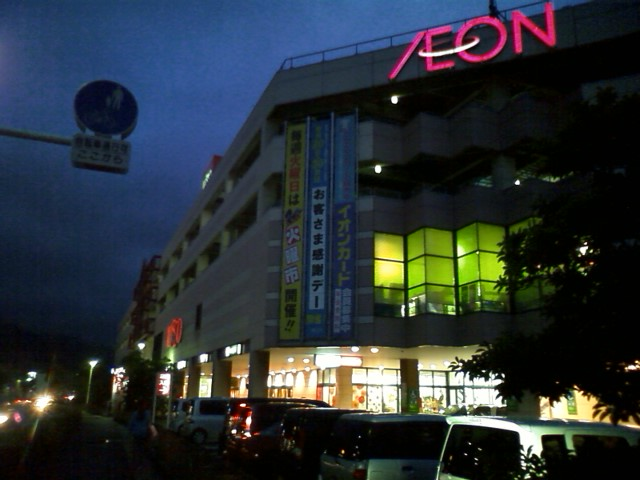
イオン時津店

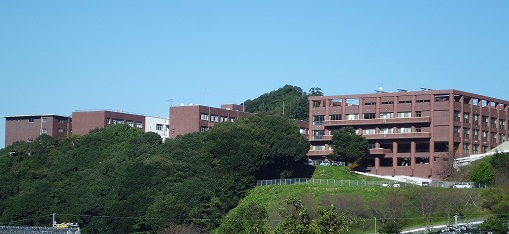
青雲中学校・高等学校

浦郷（うら）
時津町役場、時津警察署、時津港、時津図書館などが立地する。時津町の行政の中心であり、交通の拠点でもある。埋立地が地区の大部分を占め、平坦である。
久留里郷（くるり）
南部の丘陵地には時津町の水源の一つ・久留里ダムがある。海岸沿いに住宅地・商工業用地がある。
左底郷（さそこ）
全国でも進学校として有名な私立青雲中学校・高等学校、心身の発達に遅れのあると思われる子どもたちのための通園施設であるひまわりの園がある。時津港側には商業施設も多く、2010年2月25日にミスターマックスを中心とする約25店舗のテナントが入る複合商業施設がオープンした。
子々川郷（ししがわ）
長崎市琴海地区と接する。1959年（昭和34年）に新たに時津町に編入された地域で、それまでは村松村だった（同村は同時に長浦村と合併し、琴海町になった）。丘陵地が多い。時津町最大のダムである中山ダムがあり本町の原水としての役割がある。子々川浄水場では中山ダム、久留里ダム、西海川の水を浄化し町内の各家庭に送っている。
西時津郷（にしとぎつ）
西時津ニュータウン、金堀団地、7工区工業団地など住宅地と工業地帯があるが、北部は丘陵地と大村湾に突き出た半島部である。半島部の崎野ノ鼻は「崎野自然公園」として整備されている。南部には県立盲学校がある。
野田郷（のだ）
浦郷、元村郷、浜田郷と並ぶ時津町の中心地区である。とぎつカナリーホール、ユニクロやABCマートなどを擁する複合商業施設、ゲームセンター、飲食店、ヤマダデンキなどが立ち並ぶ。住宅街は少なく、時津町の商業の中心地区となっている。
浜田郷（はまだ）
行政上は浜田郷、小島田郷の2地区に分かれる。住宅地と商工業用地を併せ持ち、西彼杵郵便局、時津コスモス会館、大型スーパーイオン、三菱電機工場などがある。また、啓正会清水病院や長崎百合野病院時津中央クリニックなど医療機関がある。人口密度は比較的高い。
日並郷（ひなみ）
子々川郷と久留里郷に挟まれた区域。近接地域と同じく山がちである。海岸の埋立地（8工区）に時津北小学校、とぎつ海と緑の運動公園などがある。更に海岸寄りの埋立地（10工区）は ナフコ、コメリ、長崎バス時津北部ターミナルなどの大型施設が立ち並ぶ商業区になっている。
元村郷（もとむら）
野田郷と同じく、国道206号沿いに多くの商業施設が立ち並ぶ。川平有料道路井手園出入口があり、時津町から長崎市新大工町に約15分で行ける。時津町保健センター（時津公民館）、長崎北病院、はるやま、洋服の青山、MEGAドン・キホーテ、ケンタッキーフライドチキンなどがある。長崎市に隣接し、市町境に長崎外国語大学がある。

## 行政

### 町長
- 平瀬研（1999年（平成11年）11月15日〜2011年（平成23年）11月14日、3期12年）
- 吉田義德（2011年（平成23年）11月15日〜）
2011年（平成23年）10月の町長選で、前副町長の吉田義德が無投票で当選。

### 町議会
- 定数: 16

### 庁舎（時津町役場）
本庁（第一庁舎）
- 5階 - 議会事務局、議場
- 4階 - 情報管理課、企画財政課、総務課、選挙管理委員会
- 3階 - 税務課、学校教育課、社会教育課、教育委員会
- 2階 - 高齢者支援課、福祉課、国保・健康増進課、住民環境課（パスポート窓口）、会計課
- 1階 - 駐車場

第二庁舎
- 4階 - 会議室
- 3階 - 都市整備課、区画整理課、産業振興課、農業委員会
- 2階 - 水道局、下水道課
- 1階 - 駐車場

### 県議会
- 長崎県議会
西彼杵郡（時津町・長与町）選挙区、定数: 2

### 衆議院
- 任期 ： 2017年（平成29年）10月22日 - 2021年（令和3年）10月21日（「第48回衆議院議員総選挙」参照）

| 選挙区                                                                                        | 議員名   | 党派名     | 当選回数 | 備考   |
| --------------------------------------------------------------------------------------------- | -------- | ---------- | -------- | ------ |
| 長崎県第2区（時津町、長崎市（旧琴海町・外海町域）、島原市、諫早市、雲仙市、南島原市、長与町） | 加藤寛治 | 自由民主党 | 3        | 選挙区 |

### 警察
- 長崎県警察
  - 時津警察署

### 消防
常備消防はなく、消防業務を長崎市に委託。
- 長崎市消防局
  - 北消防署 (長崎市)
    - 浜田出張所

## 産業
- 時津町は、西彼杵半島地域では珍しく農業・漁業よりも工業・商業が盛んである。三菱電機の長崎製作所などを擁する[2]。第一次産業は、1970年（昭和45年）には21.1%だが、2009年（平成21年）は3.3%まで減少している。第三次産業は72.9%と長崎県でトップクラスである（2008年（平成20年）度町勢調査）。
- また、財政力指数0.68（2022年（令和4年度）は、長崎県の21市町の中でも長崎市や佐世保市を抜き県内トップクラスである。これは工場の誘致や商業施設の確保などによる産業の発達に起因する。21世紀初頭にあっても、住宅地建設や道路整備、工場誘致、企業誘致と産業発展に力を入れており、財政力の強化が計画されている。

## 金融
- 銀行
  - 十八親和銀行時津支店、時津中央支店
  - 長崎銀行時津支店
- 郵便局
  - 集配局 - 西彼杵郵便局
  - 無集配局 - 時津郵便局、時津新開郵便局
- 農業協同組合（JAバンク）
  - 長崎西彼農業協同組合時津支店、日並出張所
- 漁業協同組合（JFマリンバンク）
  - 大村湾漁業協同組合

## 教育

### 高等学校
私立
- 青雲高等学校

### 中学校
町立
- 時津中学校
- 鳴北中学校（めいほく）

私立
- 青雲中学校

### 小学校
町立
- 時津小学校
- 時津北小学校
- 時津東小学校
  - 町内最大の生徒数（全校生徒774人）。
- 鳴鼓小学校（なづみ）

### 幼稚園
私立
- 時津幼稚園
- 鳴鼓幼稚園
- ひらき幼稚園

### 保育所
町立
- 時津保育所

私立
- 時津北保育園
- 時津ゆり保育園
- 時津東保育園
- 時津中央保育園
- 時津こばと保育園
- 時津野田保育園
- 自由の森保育園
- 月読保育園

### 特別支援学校
- 長崎県立盲学校
- 長崎県立鶴南特別支援学校時津分校 - 長崎県立盲学校に併設。2015年（平成27年）4月に高等部を設置の上、時津分教室から改称。2024年（令和6年）には、本校化（独立）により、長崎県立時和特別支援学校となる予定。

## 交通

### 空路
町内に空港はない。最寄り空港は長崎空港（大村市）。高速船で約25分。

### 鉄道
町内に鉄道駅はない。最寄り駅はJR長崎線道ノ尾駅（長崎市葉山）・長与駅（長与町）。町自体に鉄道が通っておらず、バスの便が多いこともあって鉄道の利用者は多くない。

### 道路
- 有料道路
  - 川平有料道路井手園出入口
- 自動車専用道路
  - 西彼杵道路 - 南部の野田郷から北部の日並郷付近へ抜ける。本区間のほとんどがトンネルとなっており、法定速度は60km/hである。
- 一般国道
  - 国道206号 - 南部の元村郷から浦郷に至り、大村湾沿いに北西へ抜ける。2007年に日並郷の埋立地「10工区」を貫く日並バイパスが開通し、周辺の朝夕の交通渋滞が解消された。
  - 国道207号 - 時津港から東部の浜田郷へ向けて伸び、長与町へ抜ける。
- 一般県道
  - 長崎県道204号奥ノ平時津線 - 国道206号の旧道を含む。

### バス路線
- 長崎自動車（長崎バス）
  - 溝川バス停は長崎バスの長崎駅前・中央橋方面への発着所になっており、長崎市街地との間を繋ぐバスの便は多い。ただし北西部の子々川・日並・久留里では1時間に3 - 4本ほどと減少する。日並郷の時津北部ターミナルに長崎バスの時津営業所がある。上横尾バス停から長与町へ向かうコミュニティバスはこれよりさらに少なく、1時間に1本程度しか走っていない。
    - 琴海ニュータウン・溝川・子々川 - 中央橋・長崎新地中華街
    - 大串・亀浦・風早・尾戸・長浦・火引の浦・桜の里ターミナル・石原・琴海ニュータウン・(長崎明誠高校)・時津北部ターミナル - 長崎新地中華街・中央橋・大橋
    - 小口港（尾戸） - 時津
    - 琴海ニュータウン・大串・長浦・上横尾 - 長与ニュータウン

### 航路
- 安田産業汽船
  - 時津港 - 長崎空港

## 出身有名人
- 森源太（シンガーソングライター）
- 浦田俊輔（プロ野球選手）
- 寺田夏生（陸上競技選手）
- まるこ（女子プロレスラー）
- 海月らな（タレント、アイドル。LinQ所属。時津町観光アンバサダー）
- 三山近六（貴族院多額納税者議員）

## 名所・旧跡・観光スポット・祭事・催事
- 打坂地蔵尊 - 元村郷
- さばくさらかし岩（継石坊主） - 元村郷・国道206号沿い
- 日本二十六聖人上陸の碑 - 時津港高速船ターミナルそば
- 崎野ノ鼻・崎野自然公園 - 西時津郷